# Корнелия Фауста
Вижте пояснителната страница за други личности с името Фауста.
Корнелия Фауста (на латински: Cornelia Fausta; * 86 пр.н.е.), също: Фауста Корнелия, e дъщеря на римския диктатор Луций Корнелий Сула Феликс и съпругата му Цецилия Метела Далматика.
Тя е наречена заедно с брат ѝ близнака Фауст Корнелий Сула от Сула на неговото щастие, но е отгледана след смъртта му от нотариуса му Луций Лициний Лукул. Фауста е омъжена с Гай Мемий, от когото се развежда през 55 или 54 пр.н.е. От този брак тя има син, който се казва, както баща му Гай Мемий, вероятно е този, който е през 34 пр.н.е. суфектконсул. Корнелия Фауста се омъжва през 54 пр.н.е. за тогавашния претор Тит Аний Мило.